# دارس فریگیوس
دارس فریگیوس (یونانی باستان: Δάρης؛ فرض بر این بود که او نویسنده گزارشی از ویرانی تروا بوده و قبل از هومر زندگی می‌کرده‌است. نویسنده اهل روم باستان بود. به گفته هومر یک کشیش شهر تروآ هفائستوس بود. فرض بر این بود که او نویسنده گزارشی از ویرانی تروا داده بوده و قبل از هومر زندگی می‌کرده‌است. اثری به زبان لاتین که ظاهراً ترجمه‌ای از آن است، و با عنوان Daretis Phrygii de excidio Troiae historia، در قرون وسطی بسیار خوانده می‌شد و سپس به کرنلیوس نپوس نسبت داده شد), که ساخته شده‌است و آن را به سالوست تقدیم کرده؛ اما این زبان برای دوره ای بسیار دیرتر از زمان نپوس (احتمالاً قرن پنجم میلادی) مناسب‌تر است.